# لويس زامبريني
لويس زامبريني (بالإنجليزية: Louis Zamperini)‏ وُلد في 26 يناير/كانون الثاني 1917م وتُوفي في 2 يوليو/تموز2014 وهو أسير حرب أمريكي وأحد الناجين من الحرب العالمية الثانية ومبشر مسيحي وعداء مسافات أولمبية. بدأ زامبريني تدريبات الجري عندما كان في الثانوية وتأهل لتمثيل الولايات المتحدة الأمريكية في سباق ال5000 متر لدورة الألعاب الأولمبية في برلين عام 1936م وحصل على المركز الثامن في تلك الدورة، وفي عام 1941 جُند في القوات الجوية الأمريكية كملازم أول وخدم في مهمة البحث والإنقاذ كملاح طائرة قاذفة في المحيط الهادئ. أدت المشاكل الميكانيكية إلى تحطم طائرة زامبريني في المحيط، وبعد العوم في البحر مدة 47 يوماً وصل إلى جزر مارشال اليابانية المحتلة واعتقل على الفور ثم اقتيد إلى أحد المعتقلات في اليابان حيث تعرض للتعذيب، وفي أعقاب الحرب ناضل في البداية للتغلب على محنته. وفي وقت لاحق أصبح مبشراً مسيحياً يؤمن إيماناً قوياً بالغفران. يعتبر زامبريني موضوعاً لسيرتين ذاتيتين هما فيلم «غير مكسور» 2014 وفيلم «المعتقل بالنعمة» 2015.

## حياته الشخصية
وُلد في 26 يناير/كانون الثاني عام 1917م. في مدينة أولين الواقعة في ولاية نيويورك لأنطوني زامبريني ولويز دوسي اللذَين تعود أصولهما إلى مدينة فيرونا شمال إيطاليا. لديه شقيق أكبر يدعى بيت وشقيقتان أصغر سناً هن فرجينيا وسيلفيا. نشأ في بيئة منزلية كاثوليكية صارمة، وقد انتقلت عائلته إلى تورانس في ولاية كاليفورنيا عام 1919 حيث درس لويس في ثانوية تورانس. كان زامبريني وأسرته لا يتكلمون الإنجليزية عندما انتقلوا إلى كاليفورنيا مما جعله هدفاً للمتنمرين ثم بدأ والده بتعليمه الملاكمة كي يدافع عن نفسه. بعد فترة قصيرة قال بأنه «أصبح قادراً على النيل منهم جميعاً» وأضاف: لقد كنت جيداً في ذلك حتى أنني بدأت استمتع في القتال وكأنني أدمنت على ذلك.
ولمواجهة حماسه في الوقوع بالمشاكل قام شقيقه الأكبر «بيت» بإدخاله في فريق المطاردة المدرسي حيث كان «بيت» نجماً بالفعل. أخذ بيت أخيه إلى تدريبات الجري وكان يجلده بالسوط عندما يتراخى.
و في نهاية سنته الجامعية الأولى حصل لويس على المركز الخامس في سباق ال 600 ياردة في المدينة واعترف قائلاً: لا أحد في المدرسة باستثناء عدد قليل من رفاقي كان يعرف اسمي قبل أن أبدأ في الجري ثم عندما بدأت أفوز بالسباقات أصبحوا الأطفال يدعونني باسمي. وأضاف: قال لي بيت أنه يجب علي ترك الخمر والتدخين إذا أردت القيام بعمل ممتاز، كما يجب عليّ الاستمرار في الجري وقد قررت في ذلك الصيف أن أتدرب طوال الوقت، وبتُّ متحمسٌ جداً لذلك.
في عام 1932م، وبعد صيف من تدريبات الجري بدأ لويس أول سباق له بين البلدان، وتغلب على أرقام أخيه القياسية ولم يعرف الهزيمة طوال السنوات الثلاث الأخيرة له في الثانوية. وفي عام 1934م، سجل زامبريني رقماً قياسياً عالمياً في سباق الميل القائم بين المدارس بتوقيت يقارب 4:21.2 دقائق أو 4:21.3 دقائق وذلك في السباق التمهيدي لبطولة ولاية كاليفورنيا، وفي الأسبوع التالي فاز ببطولة اتحاد كاليفورنيا القائمة بين المدارس مسجلاً 4:27.8 دقائق وقد ساعده هذا الرقم في الحصول على منحة دراسية في جامعة جنوب كاليفورنيا وأثناء دراسته الجامعية أصبح عضو في أخوية كابا سيجما.

## الأولمبياد
في عام 1936 قرر زامبريني خوض تجربة الأولمبياد وكان على الرياضيين في ذلك الوقت أن يدفعوا قيمة ذهابهم إليه؛ ولكن بما أن والده يعمل في السكك الحديدية استطاع لويس الحصول على تذكرة قطار مجانية كما جمع مجموعة من تجار تورانس مايكفي من المال من أجله كي يتمكن من العيش حالما يصل إليها. اختار زامبريني أن يركض مسافة 5000 متر، وفي أحد أشد الأيام حرارة ذلك العام شهد السباق المنعقد في جزيرة راندالز التابعة لولاية نيويورك انهيار العديد من المشتركين منهم نورم برايت، وذكر أن 40 شخص ماتوا بسبب الحرارة المرتفعة في مانهاتن ذلك الإسبوع فقط. وفي نهاية السباق وصل زامبريني إلى آخر المطاف ضد صاحب الرقم القياسي الأمريكي دون لاش وتأهل لدورة الألعاب الأولمبية الصيفية في برلين، ألمانيا عام 1936م ويعتبر أصغر الأمريكيين المؤهلين لخوض سباق ال 5000 متر.
و لم يعتقد أيّ من زامبريني أو لاش أن لديهم فرصة الفوز بسباق ال 5000 متر في دورة الألعاب الأولمبية لاسيّما أنهم يتسابقون ضد حامل الرقم القياسي لوري ليتينن. وفي وقت لاحق روى زامبريني حكايات عدة عن تجربته الأولمبية بما في ذلك تجربة السفر على إلى أوروبا وقال: «كان جميع الطعام مجاني، لم أحصل على قطعة حلوى واحدة فقط كل صباح ولكن حوالي سبعة قطع، إضافة إلى لحم الخنزير المقدد والبيض». وفي نهاية الرحلة اكتسب زامبريني والعديد من رفاقه الرياضيين قدراً كبيراً من الوزن، فقد زاد 12 باوند أي مايعادل 5 كغ ولم تكن هذه الزيادة جيدة لتدريبات الجري فكان من المهم ومن أجل صحته أن يخسر من وزنه، فأثناء تدريبات الأولمبياد وفي حرارة صيف نيويورك خسر 17 باوند أي مايعادل 7 كغ. رغم حصوله على المركز الثامن في سباق ال 5000 متر في تلك الدورة ولكن اجتيازه الجولة الأخيرة خلال 56 ثانية كانت كافية لجذب انتباه أدولف هتلر الذي أصر على عقد اجتماع شخصي معه وقال له ملوحاً بيده: «أنت الصبي ذو النهاية السريعة».

## حياته الجامعية
بعد دورة الألعاب الأولمبية التحق في جامعة جنوب كاليفورنيا كطالب وفيها أصبح عضواً في أخوية كابا سيجما. وفي عام 1938م، فاز زامبريني بالسباق الجامعي لمسافة الميل (1609 متر) مسجلاً 4:08 دقائق على الرغم من المقاطعات القوية من منافسيه لعرقلته أثناء السباق، واحتفظ زامبريني بهذا الرقم لمدة 15 سنة مما أكسبه لقب «تورانس تورنادو».

## وظيفته العسكرية
في سبتمبر/أيلول عام 1941م، عُين زامبريني في القوات الجوية الأمريكية وحصل على ترقية كملازم ثاني، وتم تجنيده في جزيرة فونافوتي في المحيط الهادئ كملاح طائرة قاذفة في طائرة بي-24 الملقبة بسوبرمان. وفي أبريل 1943م وأثناء مهمة القتال ضد اليابانيين والتي حصلت في جزيرة ناورو، تضررت الطائرة بشدة ولم تعد صالحة للطيران كما أصيب عدد من أفراد الطاقم؛ أما الأفراد المتمتعين بصحة جيدة نُقلوا إلى هاواي بانتظار المهام الجديدة. عُين زامبريني وبعض أفراد طاقم طائرة السوبرمان السابقين في مهمة البحث عن طائرة مفقودة وطاقمها وأُعطوا طائرة بي-24 أخرى ملقبة بالدبور الأخضر وهي طائرة سيئة السمعة بين الطيارين.

## ضياعه في المحيط
في 27 مايو عام 1943م، وأثناء مهمة البحث تسببت المشاكل التقنية بتحطم قاذفة القنابل في المحيط على بعد 850 ميل أي مايعادل 1370كم جنوب جزيرة أواهو مما سبب مقتل 8 جنود من بين ال 11 الذين كانوا على متنها. أما الثلاثة الناجين هم زامبريني واثنين من زملائه في الطاقم هما الطيار راسيل ألين المكنى ب «فيل» أو فيليبس وفرانسيس ماكنامارا المكنى ب «ماك» وكان معهم القليل من الطعام ولا شيء من الماء؛ وعاشوا عن طريق التقاط قطرات المطر وأكل السمك النيء والطيور الهابطة على عوامتهم واستطاعوا بواسطة الأدوات الصغيرة النجاة من الطائرة المتحطمة وكانوا قادرين على تدبر الأمر في العوامة الصغيرة. اصطادوا اثنين من طيور القطرس وأكلوها واستخدموا قطع منها كطعم لصيد السمك، كل ذلك أثناء محاولاتهم في صد الهجمات المستمرة من أسماك القرش ومحاولة عدم الانقلاب جراء العواصف، كما رُشقوا عدة مرات من قاذفة قنابل يابانية تسببت بثقب قارب النجاة ولكن لم يصب من أحد. بعد 33 يوم من الإبحار توفي ماكنمارا فلفّوه زملائه وألقوه في البحر متمنين له حياة جيدة وخالية من الحروب.

## اعتقاله
في يوم الطوفان ال 47 وصل زامبريني وفيليبس إلى جزيرة مارشال وقبضت عليهم القوات البحرية اليابانية على الفور وبقوا في المعتقل حيث تعرضوا للضرب القاسي والمعاملة السيئة حتى نهاية الحرب في أغسطس عام 1945م. في البداية اُعتقلوا في جزيرة كواجالين المرجانية، وبعد 42 يوماً نقلوا إلى معسكر أوفونا الياباني المخصص للذين لم يسجلوا بعد كأسرى حرب، وفي وقت لاحق، نُقل زامبريني إلى معسكر أسرى الحرب أوموري في طوكيو، وأخيراً إلى معسكر ناوتسو في شمال اليابان حيث مكث هناك حتى نهاية الحرب. اعتقل في نفس المخيم آنذاك الرائد جريج «بابي» بينتون الذي ألف كتاب بابا بلاك شيب وكتب فيه عن زامبريني والوصفات الإيطالية التي كان يقولها لإبعاد تفكير السجناء عن الأكل وعن الظروف المحيطة بهم. كان حارس السجن موتسوهيرو واتانابي يعذب زامبريني وفيما بعد وُضع في قائمة الجنرال دوغلاس ماكارثر لمجرمي الحرب الأربعين المطلوبين في اليابان.

## وفاته
بدايةً أُعلن عن طريق الخطأ أن زامبريني قد مات في البحر عندما صنفته حكومة الولايات المتحدة الأمريكية كقتيل معركة خلال الحرب العالمية الثانية. توفي زامبريني بعد 70 عاماً جراء مرض الالتهاب الرئوي في منزله بلوس انجلوس بتاريخ 2 يوليو/تموز 2014 عن عمر يناهز ال 97 عاماً.

## روابط خارجية
- لويس زامبريني على موقع IMDb (الإنجليزية)
- لويس زامبريني على موقع ألو سيني (الفرنسية)
- لويس زامبريني على موقع قاعدة بيانات الفيلم (الإنجليزية)
- لويس زامبريني على موقع كينوبويسك (الروسية)